# RCW 120
RCW 120是位於南天的銀河系內，距離地球4,300光年的一個電離氫區的發射星雲，也稱為Sh 2-3和Gum 58，它位於座標348.25°，0.49°。
Veta S. Avedisova認為RCW 120的狀態是被光譜分類O8V的 CD -38 11636（页面存档备份，存于）和B2V的 VDBH 84B（页面存档备份，存于）的恆星電離， 有著SFR 348.26+0.47（页面存档备份，存于）等3個邁射和電離氫區輻射源CH87 347.386+0.266，並位於恆星形成區的星雲。
赫歇爾紅外線望遠鏡的影像顯示有一顆尚未引發核融合的胚胎期恆星，在數十萬年後可能成為銀河系內最亮的恆星之一。它現在的質量已經是太陽的數十倍，並且還在吸积周圍的氣體和塵埃增長中。即使已經發現質量是太陽120倍的恆星，但目前的理論還不能解釋質量大於太陽10倍左右的恆星是如何形成的。
RCW星表，於1960年首度發表，是依據亞歷山大·威廉·羅傑斯 (R)、柯林 T·坎貝爾 (C)、和約翰·巴特利特·懷特科 (W)三個人命名的。他們在澳大利亞斯壯羅山天文台工作的巴特·博克領導下，編製了這本南天星雲的目錄。

## 外部連結
- The Galactic HII Region RCW 120（页面存档备份，存于）